# Мужская сборная Пакистана по хоккею на траве
Национальная команда Пакистана по хоккею на траве (англ. Pakistan national field hockey team) — национальная мужская сборная, представляющая Пакистан на чемпионатах Азии и мира по хоккею на траве.

## Обзор
Из олимпийских видов спорта хоккей на траве безусловно является наиболее успешным для Пакистана. Из своих 10 олимпийских медалей за всю историю пакистанцы 8 выиграли именно в мужском хоккее на траве, в том числе всё золото и серебро. Трижды (1960, 1968 и 1984) пакистанцы становились олимпийскими чемпионами, трижды выигрывали серебро (1956, 1964, 1972) и дважды бронзу (1976 и 1992). Таким образом с 1956 по 1984 годы Пакистан выигрывал награды на всех 7 Олимпиадах, в которых принимал участие (Игры-1980 в Москве Пакистан бойкотировал). Именно Пакистану в 1960 году в Риме удалось прервать победную серию Индии, которая выигрывала золото на 6 Олимпиадах подряд (в финале Пакистан обыграл Индию со счётом 1-0). Бронза хоккеистов на Олимпиаде-1992 в Барселоне остаётся на данный момент последней олимпийской наградой пакистанцев.
В 1972 году пакистанцы проиграли сборной Германии финал олимпийского турнира в Мюнхене и в знак протеста против несправедливых судейских решений демонстративно не надели серебряные медали. За это ряд игроков сборной был дисквалифицирован на разные сроки от 4 лет до пожизненной дисквалификации.

## Результаты

### Медали
| Competition                     | Золото | Серебро | Бронза | Всего |
| Олимпийские игры                | 3      | 3       | 2      | 8     |
| Чемпионат мира                  | 4      | 2       | 0      | 6     |
| Трофей чемпионов                | 3      | 6       | 6      | 15    |
| Азиатские игры                  | 8      | 2       | 3      | 13    |
| Кубок Азии                      | 3      | 3       | 1      | 7     |
| Хоккейный кубок им. Азлана Шаха | 3      | 6       | 2      | 11    |
| Игры Содружества                | 0      | 1       | 1      | 2     |

### Хоккей на траве на Олимпийских играх
- 4-е место в 1948 году — Лондон, Великобритания
- 4-е место в 1952 году — Хельсинки, Финляндия
- 2-е место в 1956 году — Мельбурн, Австралия
- 1-е место в 1960 году — Рим, Италия
- 2-е место в 1964 году — Токио, Япония
- 1-е место в 1968 году — Мехико, Мексика
- 2-е место в 1972 году — Мюнхен, Германия
- 3-е место в 1976 году — Монреаль, Канада
- 1-е место в 1984 году — Лос-Анджелес, США
- 5-е место в 1988 году — Сеул, Республика Корея
- 3-е место в 1992 году — Барселона, Испания
- 6-е место в 1996 году — Атланта, США
- 4-е место в 2000 году — Сидней, Австралия
- 5-е место в 2004 году — Афины, Греция
- 8-е место в 2008 году — Пекин, Китай
- 7-е место в 2012 году — Лондон, Великобритания
- 2016 — не прошли отбор
- 2020 — не прошли отбор

### Чемпионат мира по хоккею на траве[3]
- 1-е место в 1971 году — Барселона, Испания
- 4-е место в 1973 году — Амстелвен, Нидерланды
- 2-е место в 1975 году — Куала-Лумпур, Малайзия
- 1-е место в 1978 году — Буэнос-Айрес, Аргентина
- 1-е место в 1982 году — Мумбаи, Индия
- 11-е место в 1986 году — Лондон, Великобритания
- 2-е место в 1990 году — Лахор, Пакистан
- 1-е место в 1994 году — Сидней, Австралия
- 6-е место в 1998 году — Утрехт, Нидерланды
- 6-е место в 2002 году — Куала-Лумпур, Малайзия
- 6-е место в 2006 году — Мёнхенгладбах, Германия
- 12-е место в 2010 году — Нью-Дели, Индия
- 2014 — не прошли отбор
- 2018 — 12-е место
- 2023 — не прошли отбор

### Трофей чемпионов
- 1-е место в 1978 году — Лахор, Пакистан
- 1-е место в 1980 году — Карачи, Пакистан
- 4-е место в 1981 году — Карачи, Пакистан
- 4-е место в 1982 году — Амстелвен, Нидерланды
- 2-е место в 1983 году — Карачи, Пакистан
- 2-е место в 1984 году — Карачи, Пакистан
- 4-е место в 1985 году — Перт, Австралия
- 3-е место в 1986 году — Карачи, Пакистан
- 1987 год — Амстелвен, Нидерланды
- 2-е место в 1988 году — Лахор, Пакистан
- 4-е место в 1989 году — Берлин, Германия
- 4-е место в 1990 году — Мельбурн, Австралия
- 2-е место в 1991 году — Берлин, Германия
- 3-е место в 1992 году — Карачи, Пакистан
- 4-е место в 1993 году — Куала-Лумпур, Малайзия
- 1-е место в 1994 году — Лахор, Пакистан
- 3-е место в 1995 году — Берлин, Германия
- 2-е место в 1996 году — Мадрас, Индия
- 1997 год — Аделаида, Австралия
- 2-е место в 1998 году — Лахор, Пакистан
- 1999 год — Брисбен, Австралия
- 2000 год — Амстелвен, Нидерланды
- 4-е место в 2001 году — Роттердам, Нидерланды
- 3-е место в 2002 году — Кёльн, Германия
- 3-е место в 2003 году — Амстелвен, Нидерланды
- 3-е место в 2004 году — Лахор, Пакистан
- 5-е место в 2005 году — Ченнай, Индия
- 6-е место в 2006 году — Террасса, Испания
- 7-е место в 2007 году — Куала-Лумпур, Малайзия
- 2008 год — Роттердам, Нидерланды
- 2009 год — Мельбурн, Австралия
- 2010 год — Мёнхенгладбах, Германия
- 7-е место в 2011 году — Окленд, Новая Зеландия
- 3-е место в 2012 году — Мельбурн, Австралия
- 2014 — 2-е место
- 2016 — не участвовали
- 2018 — 6-е место

### Хоккей на траве на Азиатских играх
- 1-е место в 1958 году — Токио, Япония
- 1-е место в 1962 году — Джакарта, Индонезия
- 2-е место в 1966 году — Бангкок, Таиланд
- 1-е место в 1970 году — Бангкок, Таиланд
- 1-е место в 1974 году — Тегеран, Иран
- 1-е место в 1978 году — Бангкок, Таиланд
- 1-е место в 1982 году — Нью-Дели, Индия
- 2-е место в 1986 году — Сеул, Республика Корея
- 1-е место в 1990 году — Пекин, Китай
- 3-е место в 1994 году — Хиросима, Япония
- 3-е место в 1998 году — Бангкок, Таиланд
- 4-е место в 2002 году — Пусан, Республика Корея
- 3-е место в 2006 году — Доха, Катар
- 1-е место в 2010 году — Гуанчжоу, Китай
- 2-е место в 2014 году — Инчхон, Республика Корея
- 2018 — 4-е место

### Чемпионат Азии
- 1-е место в 1982 году — Карачи, Пакистан
- 1-е место в 1985 году — Дакка, Бангладеш
- 1-е место в 1989 году — Нью-Дели, Индия
- 3-е место в 1993 году — Хиросима, Япония
- 2-е место в 1999 году — Куала-Лумпур, Малайзия
- 2-е место в 2003 году — Куала-Лумпур, Малайзия
- 6-е место в 2007 году — Ченнай, Индия
- 2-е место в 2009 году — Куантан, Малайзия
- 3-е место в 2013 году — Ипох, Малайзия

### Хоккей на траве на Играх Содружества
- 8-е место в 1998 году — Куала-Лумпур, Малайзия
- 3-е место в 2002 году — Манчестер, Великобритания
- 2-е место в 2006 году — Мельбурн, Австралия
- 6-е место в 2010 году — Дели, Индия